# Fußball-Amateurliga Schleswig-Holstein 1958/59
Die Amateurliga Schleswig-Holstein wurde zur Saison 1958/59 das zwölfte Mal ausgetragen und bildete bis zur Saison 1962/63 den Unterbau der erstklassigen Oberliga Nord. Die beiden erstplatzierten Mannschaften durften an der Aufstiegsrunde zur erstklassigen Oberliga Nord teilnehmen, die Mannschaften auf den drei Plätzen mussten in die 2. Amateurliga absteigen.

## Vereine
Im Vergleich zur Saison 1957/58 veränderte sich die Zusammensetzung der Liga folgendermaßen: Keine Mannschaft war in die Oberliga Nord aufgestiegen, während der VfB Lübeck nach einem Jahr wieder aus der Oberliga Nord abgestiegen war. Die vier Absteiger TSV Kücknitz (nach drei Jahren), Büdelsdorfer TSV (nach einem Jahr), Gut-Heil Neumünster (nach fünf Jahren) und TSV Brunsbüttelkoog (nach acht Jahren) hatten die Amateurliga verlassen und wurden durch die drei Aufsteiger Olympia Neumünster (Rückkehr nach fünf Jahren), VfL Oldesloe und Rot-Weiß Moisling (beide erstmals in der Amateurliga) ersetzt.
Der ATSV Lübeck hatte sich in TuS Lübeck 93 umbenannt.
| Verein                  | Stadt         | Kreis              | Qualifikation                         |
| ----------------------- | ------------- | ------------------ | ------------------------------------- |
| VfB Lübeck              | Lübeck        |                    | Absteiger aus der Oberliga Nord       |
| Heider SV               | Heide         | Norderdithmarschen | Meister 1957/58                       |
| Itzehoer SV             | Itzehoe       | Steinburg          | 2. Platz 1957/58                      |
| Schleswig 06            | Schleswig     | Schleswig          | 3. Platz 1957/58                      |
| Holstein Kiel Amateure  | Kiel          |                    | 4. Platz 1957/58                      |
| VfL Bad Schwartau       | Bad Schwartau | Eutin              | 5. Platz 1957/58                      |
| TuS Lübeck 93           | Lübeck        |                    | 6. Platz 1957/58                      |
| VfR Neumünster Amateure | Neumünster    |                    | 7. Platz 1957/58                      |
| Flensburg 08            | Flensburg     |                    | 8. Platz 1957/58                      |
| TSV Lägerdorf           | Lägerdorf     | Steinburg          | 9. Platz 1957/58                      |
| FC Kilia Kiel           | Kiel          |                    | 10. Platz 1957/58                     |
| SV Friedrichsort        | Kiel          |                    | 11. Platz 1957/58                     |
| VfB Kiel                | Kiel          |                    | 12. Platz 1957/58                     |
| VfL Oldesloe            | Bad Oldesloe  | Stormarn           | Aufsteiger aus der 2. Amateurliga Süd |
| Olympia Neumünster      | Neumünster    |                    | Aufsteiger aus der 2. Amateurliga Ost |
| Rot-Weiß Moisling       | Lübeck        |                    | Aufsteiger aus der 2. Amateurliga Süd |

## Saisonverlauf
Die Meisterschaft und damit die Teilnahme an der Aufstiegsrunde sicherte sich wie im Vorjahr der Heider SV. Als Zweitplatzierter durfte der VfB Lübeck ebenfalls teilnehmen. Lübeck erreichte den Aufstieg in die Oberliga Nord. Da keine Mannschaft aus der Oberliga Nord abstieg, mussten nur zwei Mannschaften aus der Amateurliga absteigen.

### Tabelle
| Pl. | Verein                  | Sp. | S  | U  | N  | Tore    | Quote | Punkte |
| --- | ----------------------- | --- | -- | -- | -- | ------- | ----- | ------ |
| 1.  | Heider SV (M)           | 30  | 21 | 6  | 3  | 066:240 | 2,75  | 48:12  |
| 2.  | VfB Lübeck (A)          | 30  | 17 | 6  | 7  | 071:370 | 1,92  | 40:20  |
| 3.  | SV Friedrichsort        | 30  | 14 | 11 | 5  | 071:390 | 1,82  | 39:21  |
| 4.  | Itzehoer SV             | 30  | 13 | 8  | 9  | 066:450 | 1,47  | 34:26  |
| 5.  | Schleswig 06            | 30  | 15 | 3  | 12 | 055:560 | 0,98  | 33:27  |
| 6.  | Holstein Kiel Amateure  | 30  | 12 | 6  | 12 | 064:580 | 1,10  | 30:30  |
| 7.  | VfL Oldesloe (N)        | 30  | 13 | 4  | 13 | 058:640 | 0,91  | 30:30  |
| 8.  | TuS Lübeck 93           | 30  | 10 | 9  | 11 | 045:490 | 0,92  | 29:31  |
| 9.  | VfL Bad Schwartau       | 30  | 12 | 5  | 13 | 037:500 | 0,74  | 29:31  |
| 10. | Flensburg 08            | 30  | 11 | 6  | 13 | 062:720 | 0,86  | 28:32  |
| 11. | VfR Neumünster Amateure | 30  | 11 | 5  | 14 | 063:580 | 1,09  | 27:33  |
| 12. | FC Kilia Kiel           | 30  | 8  | 11 | 11 | 052:630 | 0,83  | 27:33  |
| 13. | TSV Lägerdorf           | 30  | 10 | 5  | 15 | 057:680 | 0,84  | 25:35  |
| 14. | Olympia Neumünster (N)  | 30  | 9  | 5  | 16 | 050:740 | 0,68  | 23:37  |
| 15. | VfB Kiel                | 30  | 7  | 6  | 17 | 036:600 | 0,60  | 20:40  |
| 16. | Rot-Weiß Moisling (N)   | 30  | 6  | 6  | 18 | 045:810 | 0,56  | 18:42  |

| (M) | Meister der Amateurliga Schleswig-Holstein 1957/58       |
| (A) | Absteiger aus der Oberliga Nord 1957/58                  |
| (N) | Aufsteiger in die Amateurliga Schleswig-Holstein 1958/59 |

## Aufstiegsrunde zur Amateurliga Schleswig-Holstein 1959/60
An der Aufstiegsrunde nahmen die Meister der sechs Staffeln der 2. Amateurliga teil.
| Pl. | Verein                                                 | Sp. | S | U | N | Tore    | Punkte |
| --- | ------------------------------------------------------ | --- | - | - | - | ------- | ------ |
| 1.  | Frisia Husum (2. Amateurliga Nord)                     | 5   | 3 | 2 | 0 | 011:500 | 08:20  |
| 2.  | Union-Teutonia Kiel (2. Amateurliga Ost, Eiderstaffel) | 5   | 3 | 1 | 1 | 012:100 | 07:30  |
| 3.  | Lübeck 1876 (2. Amateurliga Süd, Staffel Süd)          | 5   | 2 | 2 | 1 | 009:700 | 06:40  |
| 4.  | TSV Kücknitz (2. Amateurliga Süd, Staffel Nord)        | 5   | 1 | 2 | 2 | 009:900 | 04:60  |
| 5.  | Gut-Heil Neumünster (2. Amateurliga Ost, Fördestaffel) | 5   | 2 | 0 | 3 | 012:130 | 04:60  |
| 6.  | Fortuna Glückstadt (2. Amateurliga West)               | 5   | 0 | 1 | 4 | 005:140 | 01:90  |